# Hyundai Veloster
Hyundai Veloster er en som sportscoupé kategoriseret personbilsmodel fra den sydkoreanske bilfabrikant Hyundai.
Udviklingen af bilen er baseret på et designstudie fra Hyundais forsknings- og udviklingscentrum Namyang i Hwaseong fra år 2007, som blev præsenteret på Frankfurt Motor Show.
På North American International Auto Show i Detroit blev seriemodellen første gang præsenteret i januar 2011. Præsentationen fulgte på Geneve Motor Show i starten af marts 2011, og de første biler kom ud til forhandlerne i starten af august 2011. Modellen blev dog først officielt præsenteret den 23. september 2011.
Veloster fandtes i første omgang udelukkende med en 1,6-liters benzinmotor med direkte indsprøjtning og 103 kW (140 hk) i forbindelse med sekstrins manuel gearkasse eller dobbeltkoblingsgearkasse med ligeledes seks gear. Normforbruget ligger på 6,5 hhv. 6,4 liter pr. 100 km. Modellen 1.6 GDI blue har som følge af start/stop-systemet et forbrug på 5,9 liter.
I efteråret 2012 introduceredes en turboversion af samme motor med 137 kW (186 hk).
Et særligt kendetegn for Veloster er dørkonceptet, som på førersiden består af én stor dør og på passagersiden to døre. Bilen er udført som 2+2-sæder.

## Tekniske specifikationer
| Model         | Cylindre | Ventiler | Slagvolume cm³ | Max. effekt kW (hk) / omdr. | Max. drejningsmoment Nm / omdr. | 0-100 km/t sek. | Topfart km/t | Byggeår   |
| ------------- | -------- | -------- | -------------- | --------------------------- | ------------------------------- | --------------- | ------------ | --------- |
| 1.6 GDI       | 4        | 16       | 1591           | 103 (140) / 6300            | 167 / 4850                      | 9,7             | 201          | 8/2011 −  |
| 1.6 GDI Turbo | 4        | 16       | 1591           | 137 (186) / 5500            | 270 / 1500 − 4600               | 8,1             | 214          | 10/2012 − |